# Mañeru
Mañeru è un comune spagnolo di 378 abitanti situato nella comunità autonoma della Navarra.